# Municipio de Westfield (condado de Morrow)
El municipio de Westfield (en inglés: Westfield Township) es un municipio ubicado en el condado de Morrow en el estado estadounidense de Ohio. En el año 2010 tenía una población de 1177 habitantes y una densidad poblacional de 16,82 personas por km².

## Geografía
El municipio de Westfield se encuentra ubicado en las coordenadas 40°27′7″N 82°58′38″O / 40.45194, -82.97722. Según la Oficina del Censo de los Estados Unidos, el municipio tiene una superficie total de 69.96 km², de la cual 69,9 km² corresponden a tierra firme y (0,09 %) 0,06 km² es agua.

## Demografía
Según el censo de 2010, había 1177 personas residiendo en el municipio de Westfield. La densidad de población era de 16,82 hab./km². De los 1177 habitantes, el municipio de Westfield estaba compuesto por el 98,64 % blancos, el 0,08 % eran afroamericanos, el 0,08 % eran amerindios, el 0,51 % eran asiáticos y el 0,68 % eran de una mezcla de razas. Del total de la población el 0,42 % eran hispanos o latinos de cualquier raza.